# Carlos Lisboa
Carlos Humberto Lehmann de Almeida Benholiel Lisboa Santos (Praia, Cabo Verde, 23 de julho de 1958), mais conhecido por Carlos Lisboa, é um antigo basquetebolista português. É considerado um dos melhores jogadores portugueses de sempre de Basquetebol. Como jogador, entre outros troféus, venceu por 14 vezes o Campeonato Nacional: 3 pelo Sporting CP, 1 pelo CA Queluz e 10 pelo Benfica. Representou a seleção nacional de Portugal por 46 vezes. Depois de terminada a carreira de basquetebolista, treinou o Estoril e o Aveiro Basket. Atualmente é o diretor das modalidades. Foi ainda treinador do Benfica, entre 1997-98 a 1999-00, 2011-12 a 2016-17 e 2018-19 a 2020-21, tendo conquistado o campeonato nacional nas épocas 2011-12, 2012-13, 2013-14, 2014-15 e 2016-17. Venceu ainda outros títulos nacionais, como a Taça de Portugal, Taça Hugo dos Santos, Supertaça ou Troféu António Pratas.

## Carreira
Natural de Cabo Verde, Carlos Lisboa, nasceu na cidade da Praia a 23 de Julho de 1958. Apaixonado pela modalidade, começou a jogar mini-basket com nove anos. Os seus familiares diziam que chegava mesmo a dormir com uma bola debaixo da cama e que quando acordava e começava de imediato a driblá-la. A viver desde os 3 anos de idade em Moçambique, iniciou-se no basquetebol no Sporting de Lourenço Marques, onde jogou nos iniciados e nos juvenis. Chegou a Portugal em 1974, para representar os juvenis do Benfica. A experiência nos encarnados foi curta, durando apenas uma temporada.

### Sporting
Por não jogar tanto quanto pretendia, decidiu sair do clube da Luz e chegou temporariamente a abandonar o basquetebol. No entanto, foi convencido por Mário Albuquerque, seu ídolo, a ingressar no Sporting em Outubro 1975. A aposta resultou, pois estreou-se nos seniores ainda com idade de júnior. O seu talento inato e a sua velocidade de execução distinguiam-no dos outros basquetebolistas nacionais. A época de estreia nos seniores aconteceu em 1976-77, mas não conquistou qualquer troféu, numa época dominada pelo Ginásio Clube Figueirense. A época seguinte ficou marcada pelos seus primeiros títulos na carreira. Sagrou-se campeão nacional pelos Leões e venceu ainda a Taça de Portugal. Carlos Lisboa assumia-se já como a grande figura da equipa leonina e até 1982 conquistou mais dois Campeonatos Nacionais, terminando a sua ligação ao Sporting com 3 Campeonatos Nacionais e 2 Taças de Portugal no currículo. Ganhou o prémio Stromp, na categoria de "alta competição" em 1981, mas o clube de Alvalade decidiu encerrar a secção de basquetebol no ano seguinte, o que obrigou o base português a mudar de ares.

### Queluz
Depois de abandonar o Sporting, Carlos Lisboa teve vários convites, entre os quais o do FC Porto, mas preferiu assinar pelo Clube Atlético de Queluz. Jogou, durante a presidência de Cavaleiro Madeira, duas temporadas ao serviço da equipa do concelho de Sintra e a experiência não poderia ter corrido melhor. O sucesso começou logo no primeiro ano, com a conquista do primeiro troféu da história do clube, no caso a Taça de Portugal de 1982-83. Uma vitória surpreendente e tirada a ferros, por 86-85, num jogo contra o Benfica. Na segunda e última época, o base deu um fortíssimo contributo para a conquista do primeiro Campeonato Nacional de sempre para o CA Queluz. Era já evidente a influência de Carlos Lisboa no campo, destacando-se já como a maior figura da selecção nacional. Tê-lo nos quadros era praticamente sinónimo de títulos e foi assim, sem grande surpresa, que se transferiu para o Benfica depois de fazer história em Sintra.

### Benfica
Carlos Lisboa ingressou no Benfica aos 26 anos de idade, quando era já a grande estrela do basquetebol nacional. No final da sua primeira temporada chegou a ser sondado para a NBA, mas o projecto acabou por ficar na gaveta, impossibilitando a participação do basquetebolista na maior prova do mundo da modalidade. Nas primeiras três épocas no seu novo clube, conquistou todos os Campeonatos Nacionais que disputou, ajudando a colocar um fim a uma seca de títulos que já durava há 10 anos. Contudo, a Taça de Portugal fugiu sempre do alcance das águias, no ano de estreia para o FC Barreirense e nos dois anos seguintes para o rival FC Porto.
A época 1987-88 foi estranha para a estrela portuguesa. Os encarnados perderam todas as competições em que estavam envolvidos, com o Campeonato Nacional a ser vencido pela AD Ovarense e a Taça de Portugal a ser ganha pelo FC Porto, que derrotou Carlos Lisboa e seus companheiros por 90-77, na final. A resposta dos benfiquistas ao ano em branco foi fortíssima, impondo uma histórica hegemonia no basquetebol português. Foram 7 os Campeonatos Nacionais ganhos de forma consecutiva, por uma equipa que para além de Carlos Lisboa, contava com Mike Plowden, Henrique Vieira, Pedro Miguel, Jean Jacques entre outras grandes figuras do clube. A vitória na Taça de Portugal foi mais difícil de alcançar, sendo que só em 1991-92 é que a turma benfiquista venceu a prova rainha do basquetebol nacional. Essa foi a primeira de 5 vitórias consecutivas na prova, vincando de forma categórica a supremacia benfiquista.
A última temporada da carreira de Carlos Lisboa registou um feito memorável, com uma participação histórica na Euroliga, a prova mais importante do basquetebol europeu. O Benfica defrontou e venceu equipas da qualidade do Partizan, Panathinaikos, Maccabi, entre outras. Bateu-se ainda de igual para igual contra o Real Madrid e Barcelona, por exemplo. Carlos Lisboa participou em 15 jogos nessa campanha, marcando 273 pontos. O seu grande jogo, provavelmente o mais marcante da sua carreira, foi contra o Partizan. O base apontou 45 pontos, com 10 em 15 em lançamentos de 3 pontos, num encontro que significou o apuramento da equipa. A nível nacional venceu quase tudo, Taça de Portugal, Taça da Liga e Supertaça, mas acabou derrotado na final do Campeonato Nacional, frente ao FC Porto. Essa derrota foi o último jogo da carreira do número 7 dos encarnados, sendo considerada por si, a grande mágoa da sua carreira.
A sua carreira de jogador do Benfica terminou com 10 Campeonatos Nacionais ganhos, em 12 possíveis. A sua camisola número 7 foi pendurada no topo do pavilhão da Luz. É ainda hoje visto como o Eusébio do basquetebol, sendo recordados com saudade, pelos adeptos do clube da Luz, os cânticos de "cheira bem, cheira a Lisboa", que lhe eram dedicados.

## Treinador
Como treinador, Carlos Lisboa treinou o Estoril, durante uma época. No final de 1996/1997 voltou ao Benfica, que treinou durante 3 anos. Saiu em Dezembro de 1999, alegando salários em atraso. Regressou ao activo em 2001, para orientar o Aveiro Basket, experiência que durou até 2004.
Foi convidado para regressar ao Benfica pela direcção presidida por Luís Filipe Vieira. Como diretor desportivo, Carlos Lisboa montou a equipa que trouxe os títulos de volta ao clube da Luz, 14 anos depois. Com o treinador Henrique Vieira e jogadores como Sérgio Ramos, Seth Doliboa e Ben Reed, o Benfica 2008-09 foi a primeira equipa a completar a fase regular só com vitórias. Na final conseguiu o feito histórico de bater a AD Ovarense (vencedora dos 3 Campeonatos Nacionais anteriores) por 4-0.
Na época de 2011-12 foi convidado a acumular as funções de diretor desportivo com as de treinador. Depois da derrota no campeonato nacional na temporada anterior para o FC Porto, Carlos Lisboa construiu uma equipa vencedora que se sagrou campeã nacional na casa do rival. Num Campeonato Nacional muito disputado, o título só foi decidido na "negra", com os Encarnados a baterem o rival portista por 56-53.
Na época 2012-13 venceu a Supertaça, o Campeonato Nacional, o Troféu António Pratas e a Taça Hugo dos Santos.
Na época 2013-14 venceu a Supertaça, o Campeonato Nacional, a Taça de Portugal e a Taça Hugo dos Santos faltando apenas conquistar o Troféu António Pratas.
Na época 2014-15 venceu todas as competições domésticas (Supertaça, Campeonato Nacional, Taça de Portugal, Taça Hugo dos Santos e Troféu António Pratas).

## Palmarés

### Jogador
Sporting CP
- Campeonato Nacional (3): (1977-78, 1980-81, 1981-82)
- Taça de Portugal (2): (1977-78, 1979-80)

CA Queluz
- Campeonato Nacional: (1983-1984)
- Taça de Portugal: (1982-1983)

SL Benfica
- Campeonato Nacional (10): (1984-85, 1985-86, 1986-87, 1988-89, 1989-90, 1990-91, 1991-92, 1992-93, 1993-94, 1994-95)
- Taça de Portugal (5): (1991-92, 1992-93, 1993-94, 1994-95, 1995-96)
- Taça da Liga (5): (1991-92, 1992-93, 1993-94, 1994-95, 1995-96)
- Supertaça (6): (1985, 1989, 1991, 1994, 1995, 1996)

### Treinador
SL Benfica
- Campeonato Nacional (5): (2011-12, 2012-13, 2013-14, 2014-15, 2016-17)
- Supertaça (4): (1998, 2012, 2013, 2014)
- Taça de Portugal (2): (2013-14, 2014-15)
- Troféu António Pratas (2): (2012, 2014)
- Taça Hugo dos Santos (3): (2012-13, 2013-14, 2014-15)